# Догони-ветер
«Догони́-ве́тер» — советский кукольный мультфильм, снятый в 1978 году режиссёром Борисом Аблыниным на киностудии «Союзмультфильм». По мотивам сказки Константина Ушинского «Слепая лошадь».

## Сюжет
Мультфильм рассказывает о коне по кличке Догони-ветер, который много лет служил богатому купцу и даже спас от разбойников. Однако, когда лошадь состарилась и потеряла силы, неблагодарный хозяин выгнал её на мороз, заменив молодым конем.

## Создатели
- Автор сценария: Семён Лунгин
- Режиссёр: Борис Аблынин
- Художник-постановщик: Александр Синецкий
- Оператор: Сергей Хлебников
- Композитор и исполнитель: Александр Градский
- Художники-мультипликаторы: Вячеслав Шилобреев, Сергей Олифиренко, Владимир Кадухин, Л. Крылова
- Редактор: Наталья Абрамова
- Звукооператор: Борис Фильчиков
- Монтажёр: Надежда Трещёва
- Мастер по свету: Игорь Дианов
- Куклы и декорации изготовили: Владимир Алисов, Н. Андреева, Павел Гусев, Виктор Гришин, Екатерина Дарикович, Светлана Знаменская, В. Ким, Михаил Колтунов, Н. Корнева, Валентин Ладыгин, Галина Филиппова, Семён Этлис
- Директор картины: Глеб Ковров

## Критика
Киновед Сергей Асенин в своей статье о мультипликационных фильмах «Смешное и высокое», опубликованной в газете «Правда» 26 ноября 1979 года весьма критично высказался о мультфильме «Догони-ветер». В частности, он отметил, что сюжет простой и ясной сказки, несмотря на богатство выразительных средств мультипликации, пересказан невнятно.